# Гарвей (лунный кратер)
Кратер Гарвей (лат. Harvey) — древний крупный ударный кратер в северном полушарии обратной стороны Луны. Название присвоено в честь английского медика, основоположника физиологии и эмбриологии Уильяма Гарвея (1578—1657) и утверждено Международным астрономическим союзом в 1970 г. Образование кратера относится к нектарскому периоду.

## Описание кратера
Кратер Гарвей перекрывает северо-восточную часть вала кратера Мах. Другими ближайшими соседями кратера являются кратер Джоуль на севере-северо-востоке; кратер Фостер на северо-востоке; кратер Кекуле на востоке-юго-востоке, а также кратер Артемьев на юге. На северо-западе от кратера находится цепочка кратеров. Селенографические координаты центра кратера 19°21′ с. ш. 146°31′ з. д. / 19,35° с. ш. 146,51° з. д., диаметр 60,0 км, глубина 2,7 км.
Кратер имеет близкую к циркулярной форму, умеренно разрушен. Средняя высота вала кратера над окружающей местностью 1210 м, объем кратера составляет приблизительно 3 000 км³. Дно чаши кратера неровное, холмистое, в западной, восточной и южной частях чаши находятся небольшие кратеры. Имеется небольшой центральный пик. Система лучей от сателлитного кратера Джоуль T пересекает чашу кратера Гарвей, проходя немного западнее центра и практически точно делит чашу кратера пополам.

## Сателлитные кратеры
Отсутствуют.